# Eggendorf im Traunkreis
Eggendorf im Traunkreis – gmina w Austrii, w kraju związkowym Górna Austria, w powiecie Linz-Land. Według Austriackiego Urzędu Statystycznego liczyła 863 mieszkańców (1 stycznia 2015).